# Мейнтджес, Луис
Луис Мейнтджес (англ. Louis Meintjes, род. 21 февраля 1992 в Претории, ЮАР) — южноафриканский профессиональный шоссейный велогонщик. Серебряный призёр чемпионата мира 2013 года до 23 лет и чемпион ЮАР 2014 года в групповой гонке.

## Победы
2011
- Чемпионат ЮАР до 23 лет, групповая гонка — 2-е место

2012
- Чемпионат ЮАР
  -  Чемпион до 23 лет в групповой гонке
  -  Чемпион до 23 лет в индивидуальной гонке на время

2013
- Чемпионат ЮАР
  -  Чемпион до 23 лет в групповой гонке
  -  Чемпион до 23 лет в индивидуальной гонке на время
- Тур Кореи — этап 5
- Тур Руанды — этап 3
- Чемпионат мира до 23 лет, групповая гонка — 2-е место

2014
- Чемпионат ЮАР
  -  Чемпион в групповой гонке
  -  Чемпион до 23 лет в групповой гонке
  -  Чемпион до 23 лет в индивидуальной гонке на время
- Мзанси Тур — этап 2

## Статистика выступлений наГранд Турах
| Гранд Тур | 2014 |
| --------- | ---- |
| Джиро     | -    |
| Тур       | -    |
| Вуэльта   | 55   |